# Brane Mihajlovič Kosta
Brane Mihajlovič Kosta [bráne mihájlovič kósta], slovenski kitarist, * 1963, Celje.
Brane Mihajlovič Kosta je blues kitarist in pevec. Njegova kitara je Fender Stratocaster, zadnje desetletje pa uporablja dobro - resonančno kitaro s kovinskim trupom. Raziskuje in na svoj način interpretira korenine blues glasbe (Delta Blues) ter izvaja skladbe pionirjev tega žanra. Igra predvsem tehniko bottleneck. V zadnjem času se vse bolj uveljavlja tudi kot izdelovalec akustičnih kitar. Dandanes je Kosta pogosto ime, ki se pojavlja na blues festivalih po vsem svetu, občasno pa nastopa tudi s skupino spremljevalnih glasbenikov. Je organizator kulturnega dogajanja v celjskem kinu Metropol, kjer se odvijajo jam session večeri. Kot eden najboljših svetovnih resonator kitaristov je Kosta ena ključnih osebnosti vsakoletnega tradicionalnega Dobrofesta v slovaškem mestu Trnava, od koder sta bila doma izumitelja tega glasbila, ki se imenuje tudi Dobro. V tujini uživa velik ugled kot resonator kitarist. V zadnjem času (2008) nastopa kot blues kantavtor pa tudi kot kitarist in pevec svoje zasedbe Kosta & the O'Brothers Band, kjer poleg njega sodelujejo znani glasbeniki tega žanra.
Več let je vodil mladinski klub Barfly v nekdanjem častniškem domu.

## Kitarist in član
- celjska boogie rock zasedba Kaya
- Kladivo, konj in voda
- Kosta & O'brothers band

## Diskografija
- Kladivo, konj in voda, Na cesti (cd, 1996, Conan Records)
- One,two & free (cd, samozaložba)

## Sodelovanje
- Andrej Šifrer
- Pero Lovšin
- Tomislav Goluban
- Rade Šerbedžija
- Mi2
- Ivan Bekčič
- Ko-Ko blues band
- Woody Mann
- Toni Balocco

## Priznanja v tujini
- Julija 2008 je na nemškem festivalu resonator kitare v mestu Sulinger bil proglašen za najboljšega kitarista - v konkurenci resonator kitaristov s celega sveta. Vir :